# 东林寺
29°36′04″N 115°56′39″E / 29.6011°N 115.9441°E
东林寺是位于中国江西省九江市庐山西北麓的一座著名佛寺，始建于东晋太元九年（384年），为东林慧远所创，慧远在此创立净土宗。当时名仕谢灵运，钦敬慧远，替他在东林寺中开东西两池，遍种白莲。绍兴六年（1136年）岳飛曾在东林寺中为母守孝。
东林寺正对香炉峰，四周群山环抱，门前为虎溪桥。东林寺在历史上曾经数次被毁。如顺治二年（弘光元年、1645年）毁于左良玉军队，咸丰三年（1853年）再毁于太平军。文化大革命期间又遭到破坏，挪作他用。直到1978年，方被列为江西省文物保护单位，并得到重修。
由东林寺投资兴建、高48米的东林寺阿弥陀佛大铜像——东林大佛坐落于庐山脚下，于2000年经国家宗教局批准建造，2012年底完工，是目前最高的阿弥陀佛铜像。

## 图片

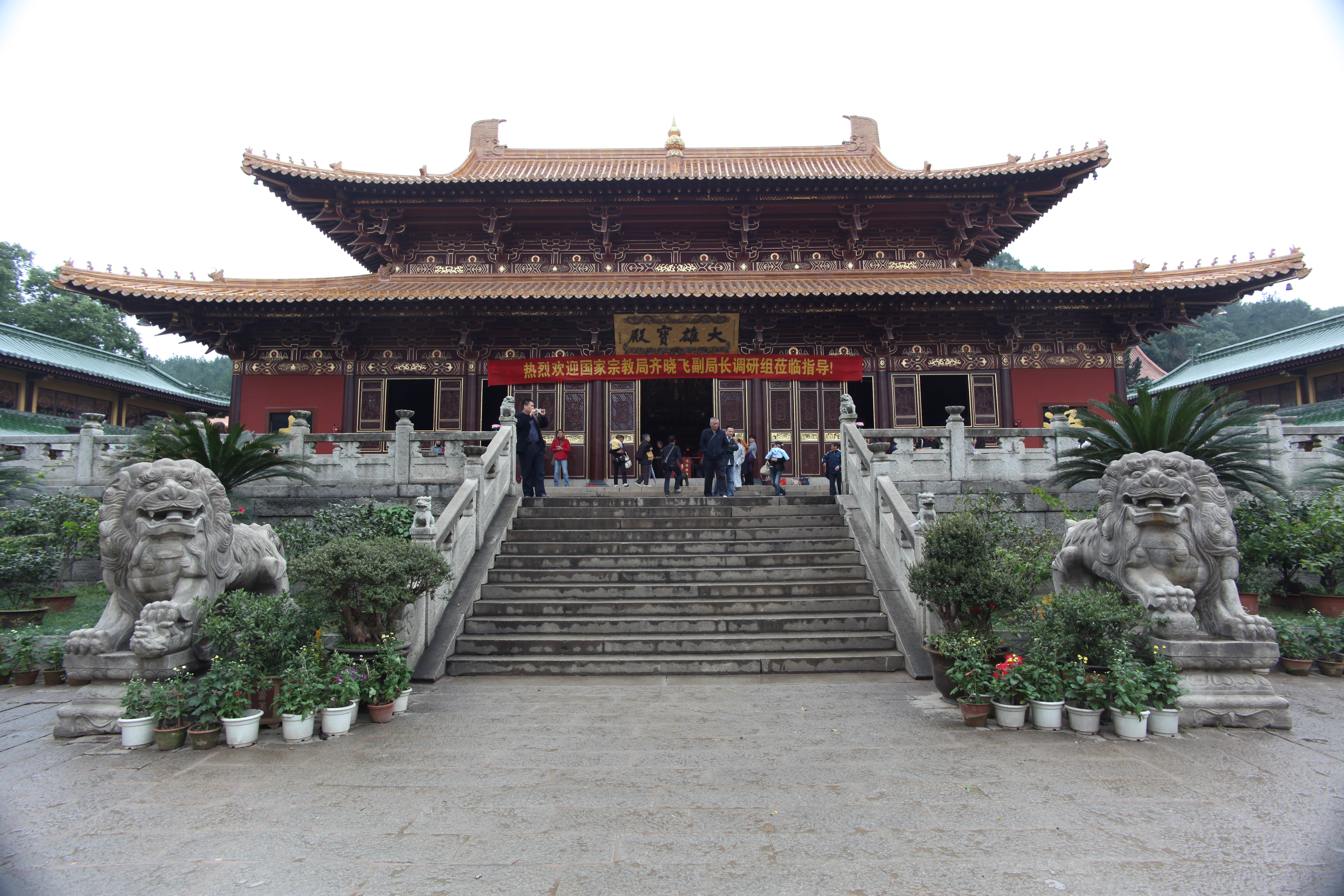
庐山东林寺大雄宝殿
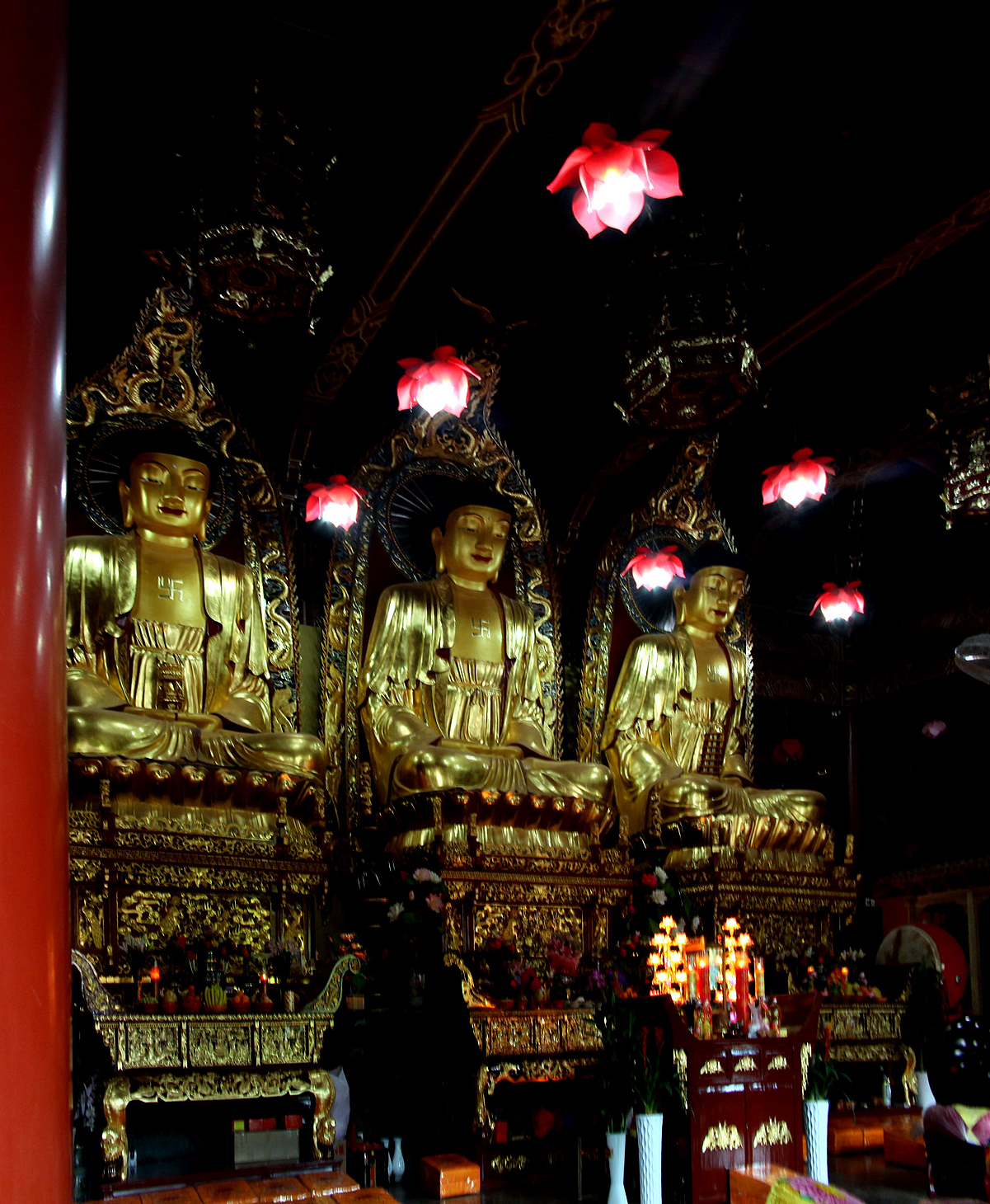
东林寺橫三世佛
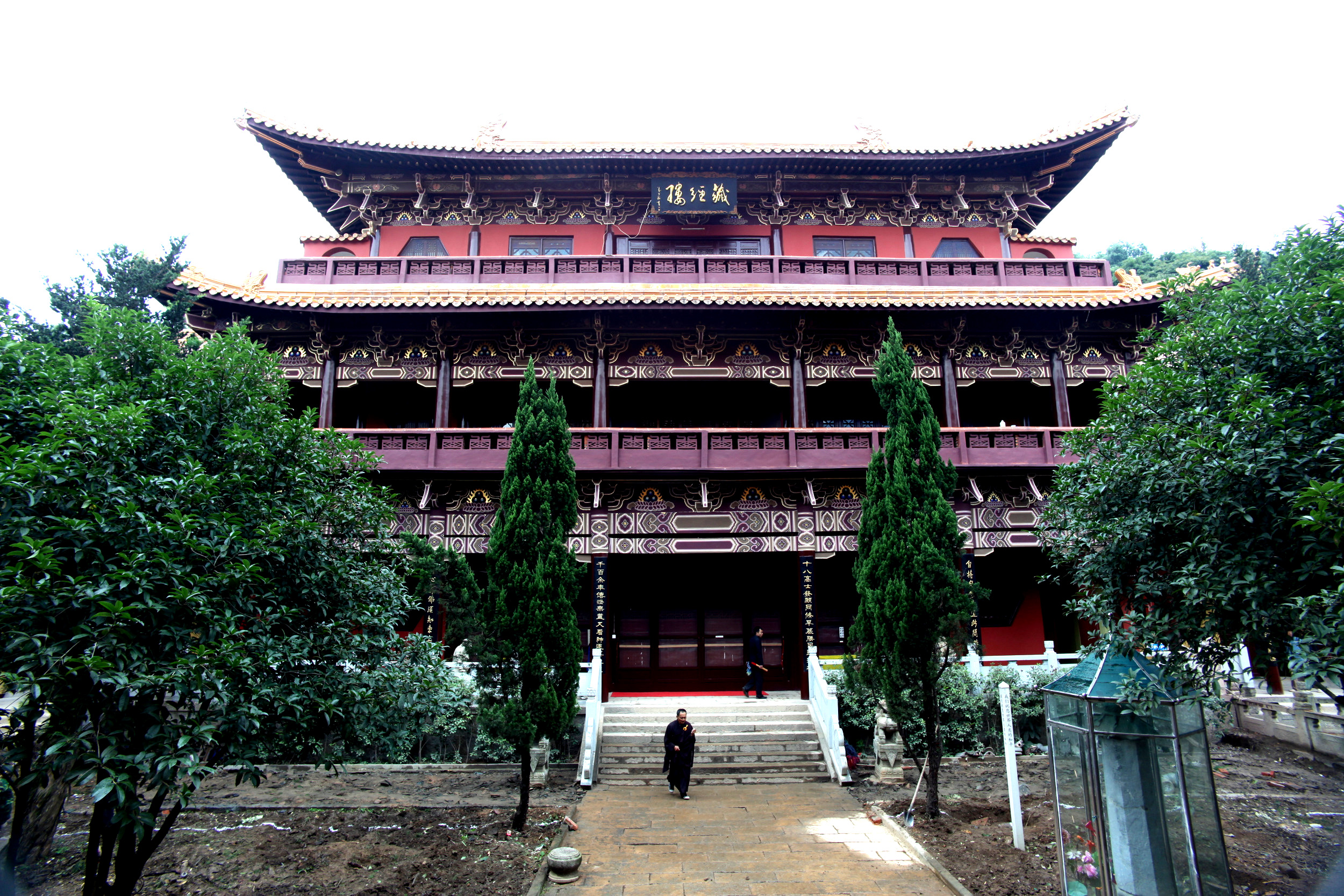
东林寺藏经楼
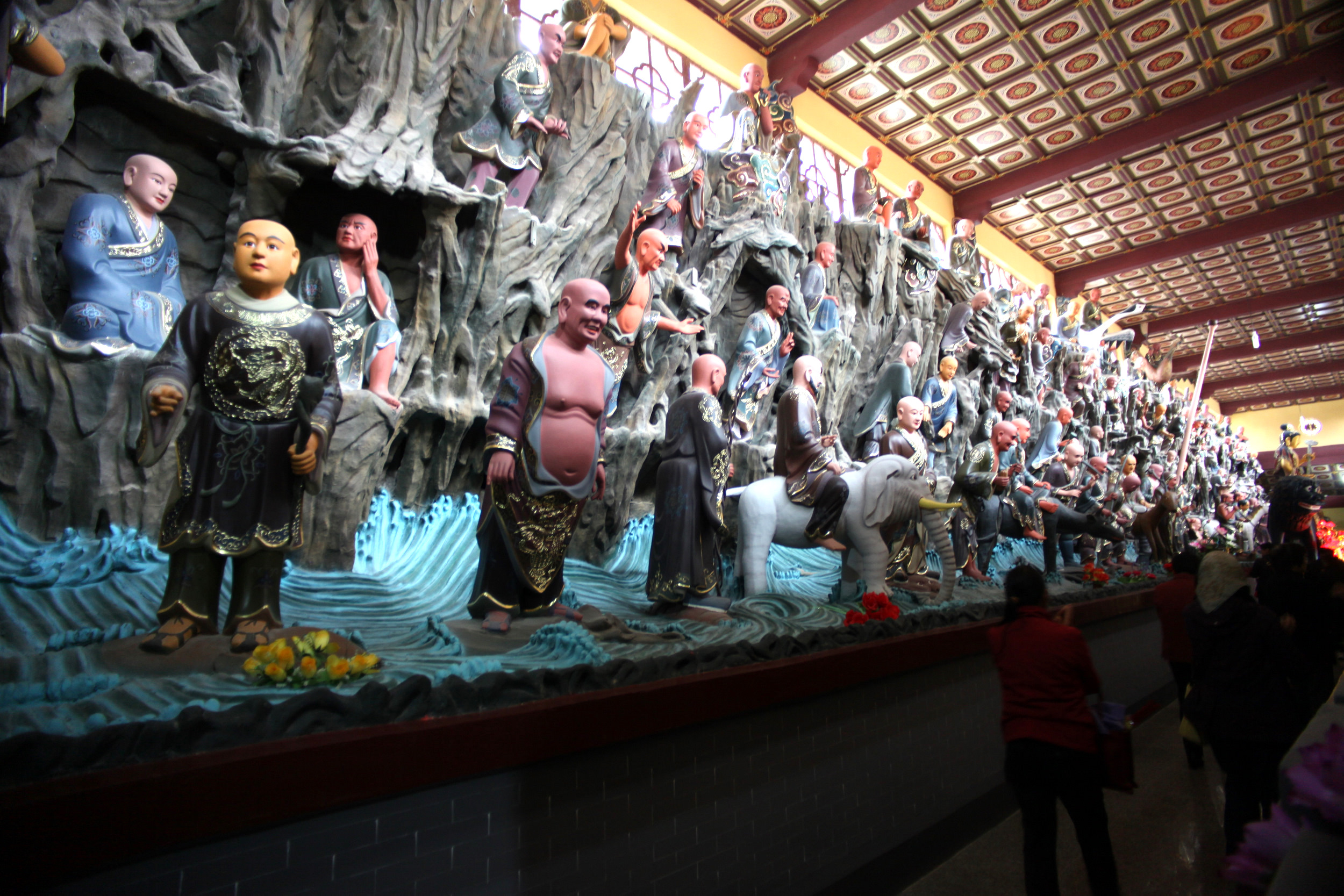
东林寺罗汉堂
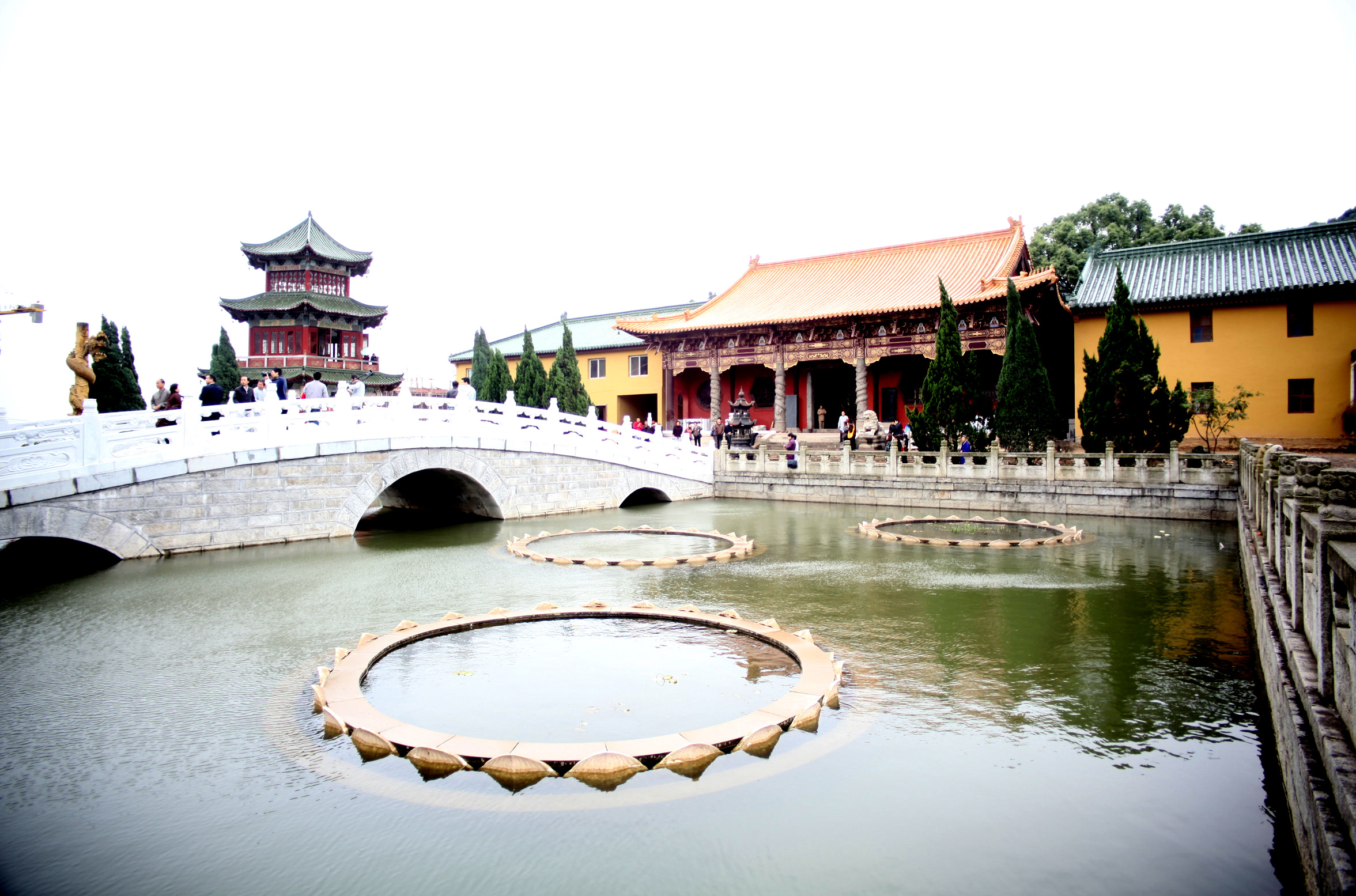
莲池
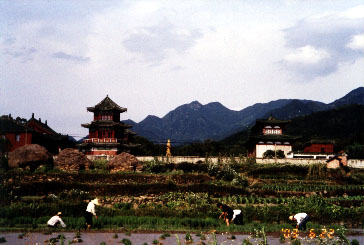
东林寺远眺